# سرساکشن یانکور

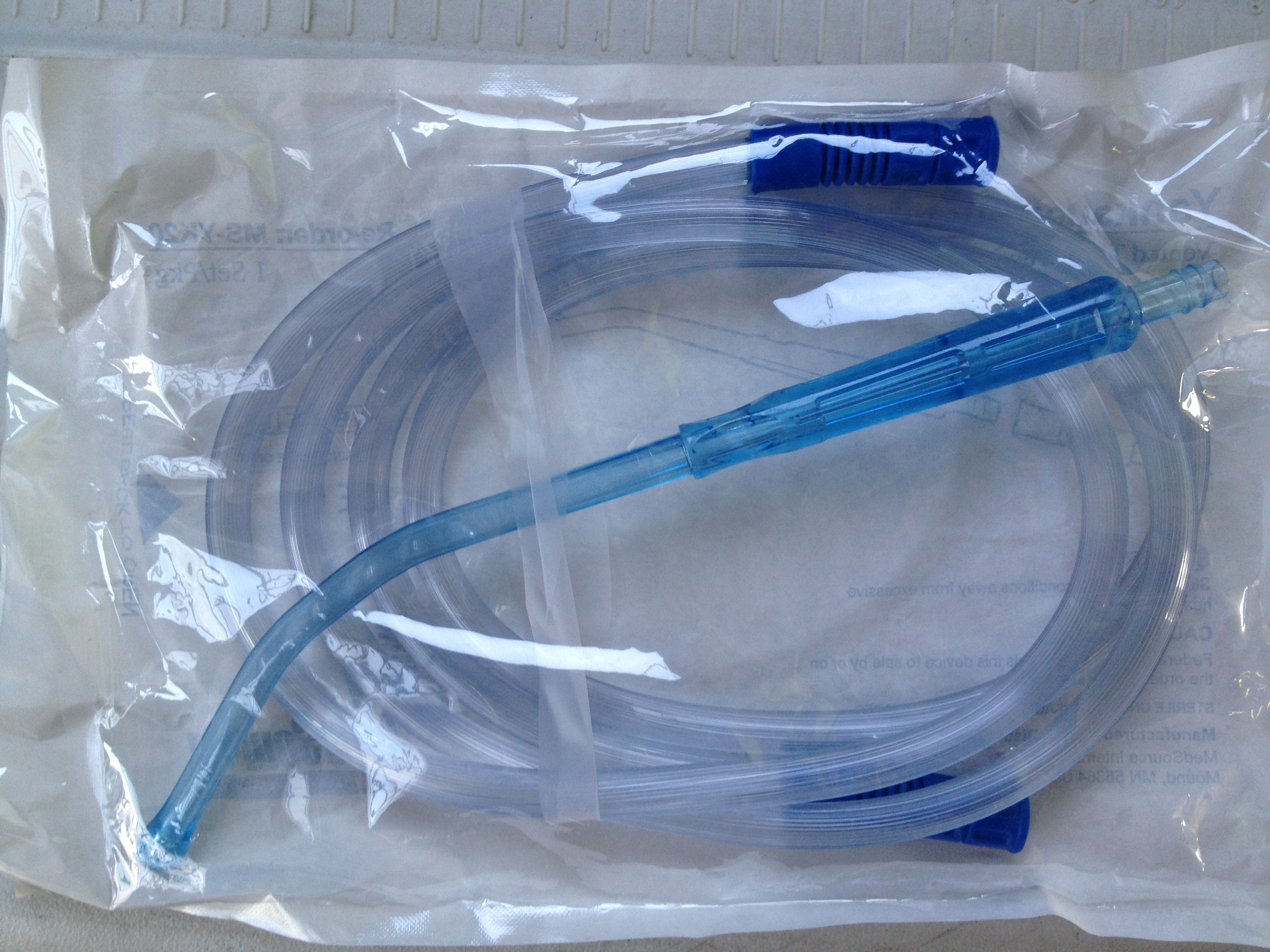
سر ساکشن یانکور

سرساکشن یانکور(به انگلیسی: Yankauer suction tip) جهت جمع‌آوری ترشحات داخل بینی و دهان مورد استفاده قرار می‌گیرد.
- سرساکشن یانکور در طی عمل جراحی نیز، می‌تواند ترشحات را از محیط عمل خارج سازد.

انواع سر ساکشن
Adson : برای تخلیه کردن محل جراحی از خون ومایعات و جلوگیری از تجمع انها در جراحی های کرانیوتومی .
Frazier : برای جمع اوری  مقادیر کم مایعات تجمع یافته مورد استفاده قرار می گیرد ، مانند جراحی های پلاستیک یا جراحی های عروق محیطی . در انواعِ مستقیم یا دارای انحنا، کوتاه یا بلند و فلزی یا یک بار مصرف موجودند.
Poole: برای جمع اوری اسیت یا مایعات شستشو دهنده از داخل حفره شکم یا قفسه سینه مورد استفاده قرار می گیرد. در انواع مستقیم یا دارای انحنا ، فلزی یا یک بار مصرف موجودند .
Yankauer : برای مکش مایعات در جراحی های دهانی ، شکمی و قفسه سینه مورد استفاده قرار می گیرد . در انواع فلزی یا یک بار مصرف . با سوپاپ یا بدون سوپاپ کنترل مکش و در سایز های اطفال و بزرگسال موجود است .